# Premiummarke
Als Premiummarke bezeichnet man im Handel eine Handels- oder Herstellermarke oder Produktgruppe, die sich durch ihre Produktqualität, ihre preisliche Gestaltung und mit der Marktstellung von den Massenprodukten des jeweiligen Herstellers und/oder den Produkten anderer Massenhersteller unterscheidet. 
Spezifische Werbemaßnahmen fördern dabei die Imagebildung und Markentreue mit dem Ziel einer Beeinflussung der Kaufentscheidung potentieller Kunden.

## Definition
Der Begriff wird nicht einheitlich definiert. Oft soll mit dem Begriff eine Marke als besonders wertvoll gekennzeichnet werden, um so mit den zugehörigen Produkten einen höheren Preis am Markt erzielen zu können als die Mitbewerber. Das Preispremium, die positive Preisdifferenz zum Wettbewerb, stellt dabei ein wesentliches Merkmal dar. Es kann sich zum einen auf die positive Preisdifferenz zum Durchschnittspreis im Gesamtmarkt beziehen oder zum anderen auf den Durchschnittspreis in einzelnen Bereichen eines Marktes.
Philip Maloney, Professor für Betriebswirtschaftslehre an der Hochschule Bremen, definiert den Begriff wie folgt:

„Eine Premiummarke ist ein Nutzenbündel mit spezifischen  Merkmalen (insbesondere objektiv höhere Qualität und Preisstellung), die zu einem überdurchschnittlich differenzierten Vorstellungsbild im Kopf des Konsumenten, einem sehr hohen symbolischen oder funktionalen Markennutzen und in Konsequenz zu einem überdurchschnittlich wahrgenommen [sic!] Gesamtnutzen sowie einer überdurchschnittlichen Preisbereitschaft führen. Die Kategorisierung als Premiummarke ist dabei stets relativ, das heißt interpersonell und situativ unterschiedlich sowie zeitlich nicht konstant.“

Arnd Joachim Garth, Professor an der Mediadesign Hochschule in Berlin, kritisiert den Begriff als subjektiv und berechnend:

„Dabei drängt sich der Verdacht auf, dass der Begriff der Premiummarke letztlich nur dazu benutzt wird, um im Massengeschäft Prestige-Hierarchien über ganze Marken hinweg zu etablieren. Auf der einen Seite die Brot-und-Butter-Marken, auf der anderen die Premiummarken, die zwar genauso in riesigen Stückzahlen erzeugt und verkauft werden, aber dennoch etwas Besonderes darstellen sollen. Dazu müssen sie teurer sein, was jedenfalls für Preispolitiker kein arges Problem darstellt. Eine bessere Qualität sollen die Premiums wenigstens suggerieren. Um diese Marken herum schafft man ein wenig Erlebniseinkauf. Und schon hat man eine Premiummarke.“

## Autobranche

Beispiele aus der Autobranche
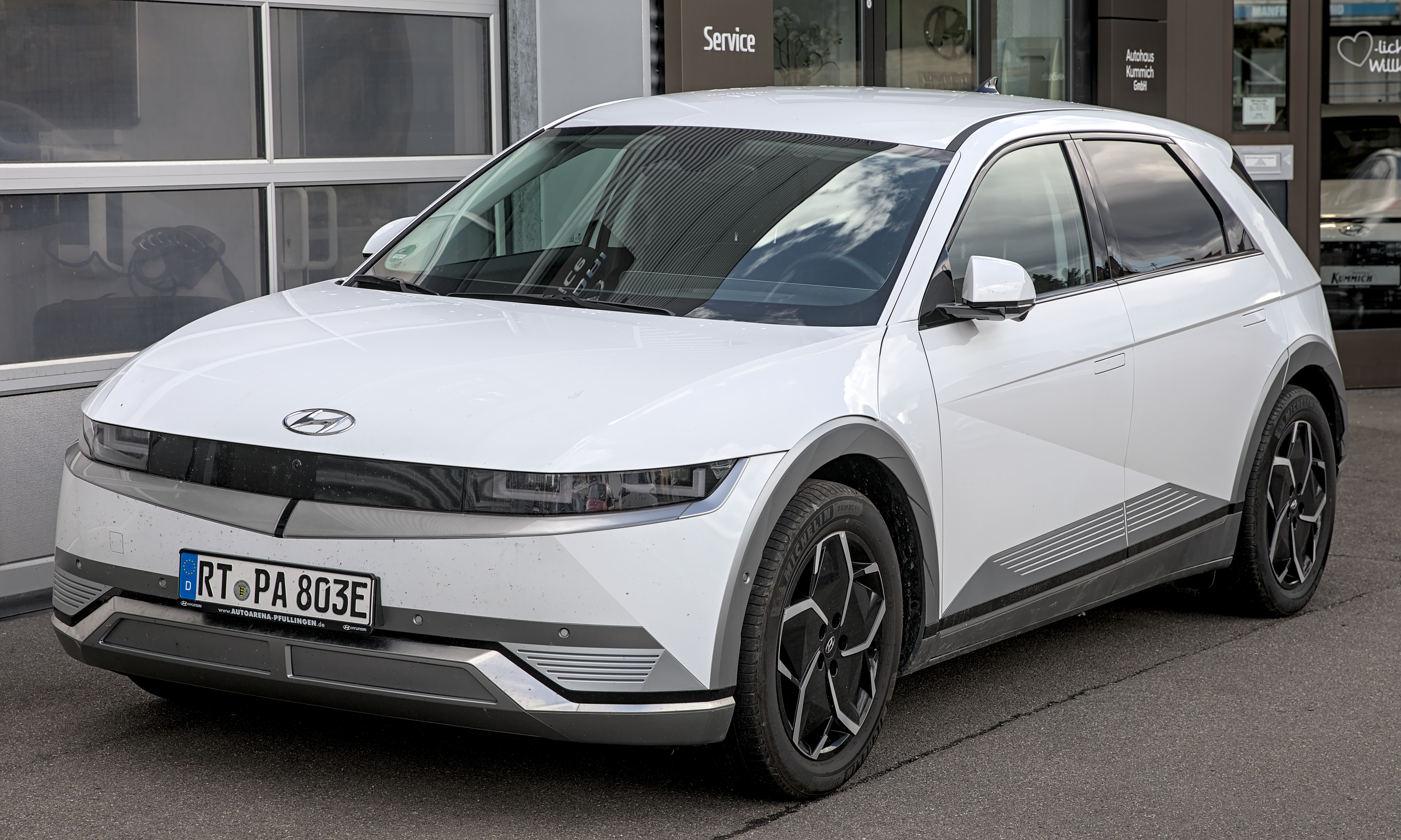
Auch wenn technisch sehr ähnlich, so unterscheiden sich Hyundai Ioniq 5 …
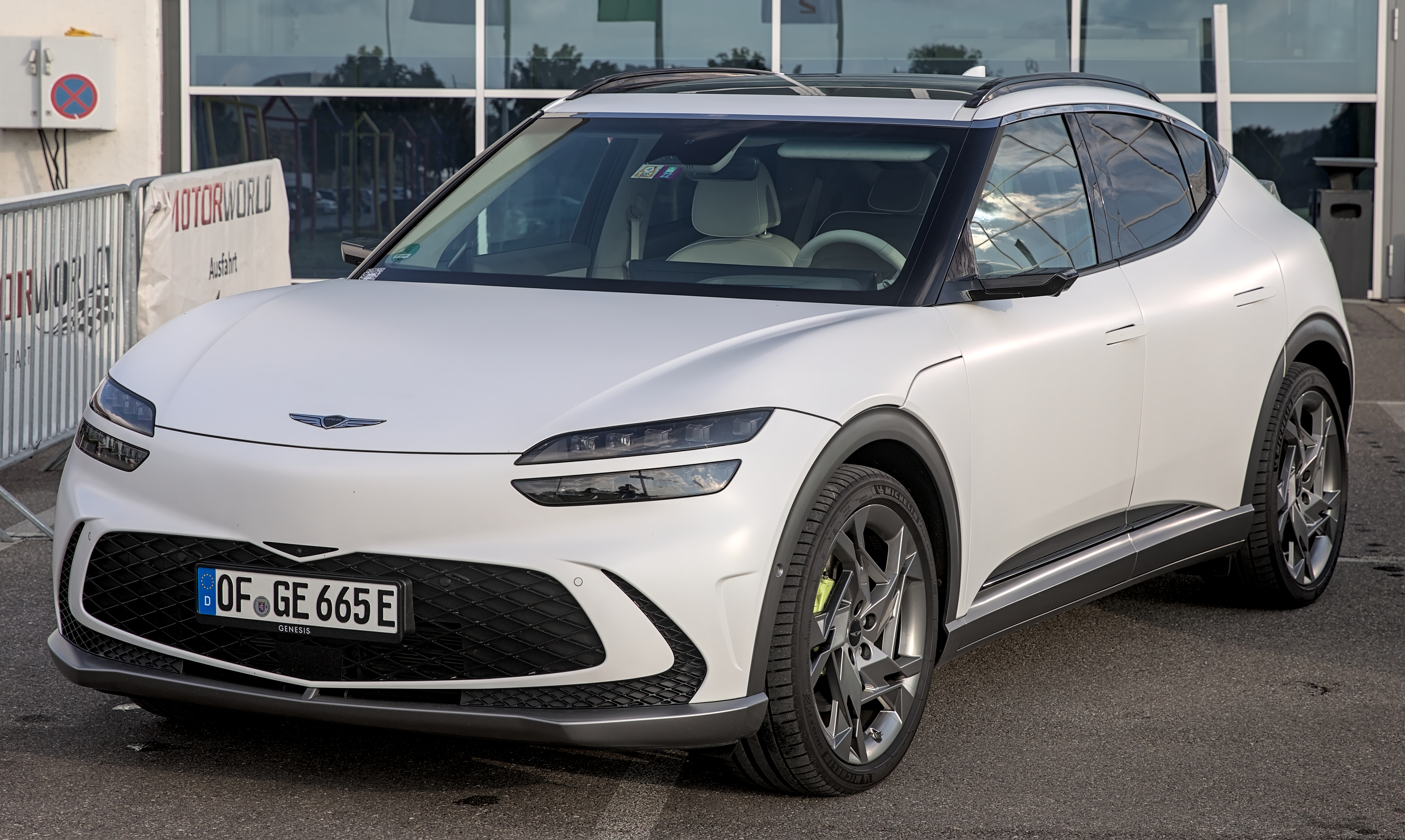
… und der Genesis GV60 hinsichtlich ihrer Marktpositionierung

Laut Ferdinand Dudenhöffer, ehemaliger Professor an der Universität Duisburg-Essen und Experte für Themen der Automobilindustrie, wird der Begriff in der Autobranche nicht einheitlich verwendet. Für Premiummarken in der Autobranche legt Dudenhöffer einen erzielbaren Preisaufschlag von mindestens 20 % gegenüber den Volumenherstellern zugrunde.
Für das Jahr 2013 listet Dudenhöffer entsprechend ihrer Absatzzahlen die Marken BMW, Audi, Mercedes-Benz, Lexus, Volvo, Land Rover, Mini, Cadillac, Acura, Porsche, Infiniti, Smart, Lincoln, Jaguar, Maserati, Bentley und Ferrari. Für das gleiche Jahr nennt Dudenhöffer außerdem mit weltweit unter 5.000 Verkäufen die Kleinserienhersteller Aston Martin, Artega, Bugatti, Fisker, Lamborghini, Morgan, Koenigsegg, Lotus, Rolls-Royce, Spyker, Tesla und Wiesmann. Traditionsreiche Marken wie Alfa Romeo, Citroën, Lancia oder Saab waren in den letzten Jahren nicht mehr im Segment der Premiummarken vertreten, da deren Fahrzeuge preislich näher bei den Volumenherstellern lagen oder die Marken vom Markt verschwanden. Mit DS Automobiles hat auch der Konzern Stellantis eine Premiummarke, wie auch die Hyundai Motor Group mit Genesis.

## Andere Branchen
Der Begriff findet auch in anderen Branchen Anwendung, so zum Beispiel für Miele im Bereich der Haushaltstechnik oder C. F. Martin & Co. beim Instrumentenbau.
Auf dem deutschen Markt für Bier werden Marken als Premiumbiere positioniert gegenüber anderen Biermarken, die als Konsumbiere, Fabrikbiere und Billigbiere bezeichnet werden. Folgende Merkmale kennzeichnen Premium-Biere: bundesweiter Vertrieb, bundesweite Werbung, Markenpflege über die gehobene Gastronomie, hoher Preis.